# محمد الدلو (فنان)
محمد الدلو (1994-) فنان تشكيلي فلسطيني من حي النصر في غزة. وهو مصاب بالضمور العضلي منذ الولادة فلا يستطيع تحريك إلا رأسه وثلاثة أصابع من يديه كانت نافذته ليشارك العالم فنه. أكمل محمد دراسته في المرحلتين الابتدائية والإعدادية في مدارس غزة، لكن في عام 2011 لم يستطع إكمال تعليمه نظراً لتدهور وضعه الصحي. وعلى الرغم من ذلك، لم يثنيه مرضه عن مواصلة سعيه في تطوير موهبته منفرداً بالرسم فبدأ رحلته الفنية تحديداً في رسوم الأنمي اليابانية، حيث تعلم طرق رسمها عن طريق الإنترنت. وإلى جانب مرضه، شكل حصار غزة تحدياً ثانياً له في مسيرته الفنية فلم يكن يستطيع إيجاد الأدوات اللازمة للرسم فغالبية الأدوات المتوفرة في القطاع هي من صنع محلي وغالية الثمن مما جعله يتوجه للرسم الرقمي. وشارك في العديد من المسابقات منها: مسابقة الشمري الإلكترونية، حيث حصل على المركز الأول. كما وحصل على المركز الأول في مسابقة أفضل صانع محتوى على منصة تويتر في قطاع غزة. وفي عام 2020، أنشأ علامة تجارية خاصة به باسم «Dalo Style» حيث وضع رسوماته على ملابس ليبيعها، ويشارك جزءاً من أرباحه مع العائلات المحتاجة. كما وعمل العديد من الرسومات الدعائية لعدة شركات في القطاع.

## أسلوبه الفني
تبتعد أعمال محمد عن الفن الفلسطيني التقليدي الذي يتمركز حول الموضوعات السياسية والتراثية، ويركز على مواضيع اجتماعية وثقافية وسياسية أحياناً لكن بأسلوبه الخاص، إذ يقول أن فنه موجه للأطفال قبل الكبار، لأن الرسوم المتحركة أكثر قرباً للأطفال وفهمهم للحياة. ويبدع في الفن الرقمي، إذ يعتمد على التكنولوجيا بشكل أساسي لتشكيل فنه، فله أعمال عديدة تندرج ضمن فن الرسوم المتحركة «الأنميشن»، ويمزج بين رسومه المتحركة والفن التعبيري، كما وله أعمال عديدة يدمج فيها فن الماندالا في فنونه الأخرى. كما وابتكر فناً جديداً لذوي الاحتياجات الخاصة أطلق عليه اسم «الدادا».

## معارض
شارك محمد في العديد من المعارض المشتركة، وله معارض فردية، منها:
- معرض «الأنمي حياتي» عام 2015 في قرية الفنون و الحرف في غزة، وهو أول معرض فني لرسوم الأنيميشن في غزة، عبر فيه محمد عن هموم أصحاب الهمم في فلسطين وخارجها، فكان هذا المعرض بمثابة صوتاً لهم.[6]

- معرض «أمنياتي» عام 2017 في غزة، شارك فيه رسوماته المتحركة التي جسدت كامل جوانب الحياة اليومية لأصحاب الهمم في غزة.[3][7]